# 2014년 태풍
이 문서에서는 2014년에 발생하는 태풍들의 활동에 대해 기록하였다.
2014년에는 1호 태풍 링링을 시작으로 23개의 태풍이 발생하였다.
평균적으로 1년 동안 태풍 발생 개수가 25.6개인 것과 비교하면 약간 낮은 수치이다.

## 통계

### 월별 태풍 발생 개수
|                                    | 1월       | 2월       | 3월       | 4월       | 5월       | 6월       | 7월       | 8월        | 9월        | 10월     | 11월       | 12월       |
| ---------------------------------- | --------- | --------- | --------- | --------- | --------- | --------- | --------- | ---------- | ---------- | -------- | ---------- | ---------- |
| 2014년                             | 2 (2)     | 1 (3)     | 2 (5)     | 0 (5)     | 0 (5)     | 2 (7)     | 5 (12)    | 1 (13)     | 5 (18)     | 2 (20)   | 1 (21)     | 2 (23)     |
| 30년 평균 1981년~2010년            | 0.3 (0.3) | 0.1 (0.4) | 0.3 (0.7) | 0.6 (1.3) | 1.0 (2.3) | 1.7 (4.0) | 3.6 (7.6) | 5.9 (13.5) | 4.9 (18.4) | 3.6 (22) | 2.3 (24.3) | 1.2 (25.5) |
| - 괄호 안의 숫자는 누적 태풍 수임. |           |           |           |           |           |           |           |            |            |          |            |            |

### SSHS
타임라인은 열대저기압이 발생한 때가 기준이다.

## 활동한 태풍

### 제1호 태풍 링링
2014년 제1호 태풍 링링(LINGLING)은 1월 18일 9시에 중심기압 1004hPa, 최대풍속 18m/s, 강풍 반경 280km(북서쪽 반경), 크기 '소형'의 열대폭풍으로 필리핀 마닐라 남동쪽 약 850km 부근 해상에서 발생하였다.(일본 기상청 태풍정보 기준) 발생 이후 거의 정체하면서 미미하게 발달하였고, 1월 18일 15시에 필리핀 마닐라 남동쪽 약 910km 부근 해상에서 중심기압 1002hPa, 최대풍속 18m/s, 강풍 반경 280km(북서쪽 반경)의 세력 '약', 크기 '소형'(일본 기상청 태풍정보 기준)의 열대폭풍으로 최성기를 맞이하였다. 최성기 이후 정체와 남남동진하면서 더욱 약화되었고, 한국 기상청 기준으로는 1월 19일 21시에 필리핀 마닐라 남동쪽 약 1,150km 부근 해상에서 중심기압 1006hPa의 열대저압부로 소멸하였다. 일본 기상청 기준으로는 1월 20일 오전 9시에 필리핀 민다나오섬 동쪽 해상에서 중심기압 1008Pa의 열대저압부로 소멸하였다. 링링은 홍콩에서 제출한 이름으로 소녀의 애칭을 의미한다.

### 제2호 태풍 가지키
2014년 제2호 태풍 가지키(KAJIKI)는 1월 31일 오전 9시에 중심기압 1000hPa, 최대풍속 18m/s, 강풍 반경 280km(북서쪽 반경), 크기 '소형'의 열대폭풍으로 필리핀 마닐라 동남동쪽 약 1,180km 부근 해상에서 발생하였다.(일본 기상청 태풍정보 기준) 발생 이후 더 발달하지 않고 서~서북서진하면서 필리핀 중남부 지방을 관통하며 약화되었고, 2월 1일 오후 9시에 필리핀 마닐라 남남서쪽 약 450km 부근 해상에서 중심기압 1008hPa의 열대저압부로 소멸하였다.(한국 기상청 태풍정보 기준으로는 중심기압 1004hPa) 가지키는 일본에서 제출한 이름으로 별자리 중 황새치자리를 의미한다. 1월 태풍 2개 발생은 1957년, 1965년, 1985년 이후 4번째이다.

### 제3호 태풍 파사이
2014년 제3호 태풍 파사이(FAXAI)는 2월 28일 오후 9시에 중심기압 1000hPa, 최대풍속 18m/s, 강풍 반경 390km(북쪽 반경), 크기 '중형'의 열대폭풍으로 미국 괌 남동쪽 약 620km 부근 해상에서 발생하였다.(일본 기상청 태풍정보 기준) 발생 이후 3월 2일 오후 9시까지는 거의 정체했고, 정체 이후에는 북~북동진하며 발달해서 3월 5일 오전 3시에 미국 괌 북동쪽 약 960km 부근 해상에서 중심기압 975hPa, 최대풍속 33m/s, 강풍 반경 390km(북쪽 반경)의 세력 '강', 크기 '중형'(일본 기상청 태풍정보 기준)의 태풍으로 최성기를 맞이하였다. 최성기 이후 계속 북동진하면서 약화되었고, 3월 6일 오전 9시에 미국 괌 북동쪽 약 1,590km 부근 해상에서 중심기압 998hPa의 온대저기압으로 변질되었다.(한국 기상청 태풍정보 기준으로는 중심기압 996hPa) 파사이는 라오스에서 제출한 이름으로 숙녀의 이름을 의미한다.

### 제4호 태풍 페이파
2014년 제4호 태풍 페이파(PEIPAH)는 4월 5일 오전 9시에 중심기압 1000hPa, 최대풍속 18m/s, 강풍 반경 390km(서쪽 반경), 크기 '중형'의 열대폭풍으로 미국 괌 남남서쪽 약 1,130km 부근 해상에서 발생하였다.(일본 기상청 태풍정보 기준) 발생 이후 서북서진하면서 미미하게 발달하였고, 4월 5일 오후 3시에 미국 괌 남남서쪽 약 1,140km 부근 해상에서 중심기압 998hPa, 최대풍속 18m/s, 강풍 반경 390km(서쪽 반경)의 세력 '약', 크기 '중형'(일본 기상청 태풍정보 기준)의 열대폭풍으로 최성기를 맞이하였다. 최성기 이후 서~북서진하면서 다시 약화되었고, 4월 9일 오후 3시에 필리핀 마닐라 동남동쪽 약 1,110km 부근 해상에서 중심기압 1004hPa의 열대저압부로 약화되었다.(한국 기상청 태풍정보 기준으로는 중심기압 1002hPa) 페이파는 마카오에서 제출한 이름으로 애완용 물고기의 한 종류를 의미한다.

### 제5호 태풍 타파
2014년 제5호 태풍 타파(TAPAH)는 4월 28일 오전 9시에 중심기압 1002hPa, 최대풍속 18m/s, 강풍 반경 280km(북동쪽 반경), 크기 '소형'의 열대폭풍으로 미국 괌 동남동쪽 약 240km 부근 해상에서 발생하였다.(일본 기상청 태풍정보 기준) 발생 이후 북~북북서진하면서 급발달해서 4월 29일 오후 3시에 미국 괌 북동쪽 약 430km 부근 해상에서 중심기압 980hPa, 최대풍속 31m/s, 강풍 반경 280km(동쪽 반경)의 세력 '중', 크기 '소형'(일본 기상청 태풍정보 기준)의 태풍으로 최성기를 맞이하였다. 최성기 이후 북~북북서진하면서 급약화되었고, 5월 1일 오후 3시에 일본 도쿄 남남동쪽 약 1,600km 부근 해상에서 중심기압 1004hPa의 열대저압부로 소멸하였다. 타파는 말레이시아에서 제출한 이름으로 메기과 민물고기의 한 종류를 의미한다.

### 제6호 태풍 미탁
2014년 제6호 태풍 미탁(MITAG)은 6월 11일 오후 3 시에 중심기압 996hPa, 최대풍속 18m/s, 강풍 반경 220km, 크기 '소형'의 열대폭풍으로 일본 오키나와 남쪽 약 260km 부근 해상에서 발생하였다.(일본 기상청 태풍정보 기준) 발생 이후 북동진하면서 조금 발달해서, 온대저기압으로 변질이 진행 중이었던 6월 11일 오후 9시에 일본 오키나와 동남동쪽 약 260km 부근 해상에서 중심기압 994hPa, 최대풍속 21m/s, 강풍 반경 220km의 세력 '약', 크기 '소형'(일본 기상청 태풍정보 기준)의 열대폭풍으로 최성기를 맞이하였다. 최성기 이후 얼마 지나지 않아서 6월 12일 오전 9시에 일본 오사카 남쪽 약 600km 부근 해상에서 중심기압 994hPa의 온대저기압으로 변질되었다. JTWC에서는 미탁 아열대 저기압으로 해석하였다. 미탁은 미크로네시아에서 제출한 이름으로 여성의 이름을 의미한다. 일각에서는 이 태풍이 아열대폭풍이라 하는데 이유는 JTWC 원문에 아열대성이라는 언급이 있기 때문이다.

### 제7호 태풍 하기비스
2014년 제7호 태풍 하기비스(HAGIBIS)는 6월 14일 오후 3시에 중심기압 994hPa, 최대풍속 18m/s, 강풍 반경 390km(남쪽 반경), 크기 '중형'의 열대폭풍으로 중화인민공화국 산터우 남쪽 약 300km 부근 해상에서 발생하였다.(일본 기상청 태풍정보 기준) 발생 이후 더 발달하지 않고 북진하면서 6월 15일 오후 9시에 중화인민공화국 산터우에 상륙하며 약화되었고, 6월 16일 오전 3시에 중화인민공화국 산터우 북북서쪽 약 40km 부근 육상에서 중심기압 998hPa의 열대저압부로 소멸한 뒤(한국 기상청 태풍정보 기준으로는 중심기압 1000hPa) 북동진하면서 동중국해에 진출했고, 6월 17일 12시에 중심기압 996hPa, 최대풍속 18m/s, 강풍 반경 130km, 크기 '소형'의 열대폭풍으로 동중국해상에서 재발생하였다.(일본 기상청 태풍정보 기준) 6월 17일 오후 3시에 중심기압 996hPa, 최대풍속 19m/s, 강풍 반경 150km, 크기 '소형'의 열대폭풍으로 일본 오키나와 북서쪽 약 320km 부근 해상에서 재발생하였다.(한국 기상청 태풍정보 기준) 재발생 이후 동~북동진하면서 조금 발달해서, 온대저기압으로 변질이 진행 중이었던 6월 17일 오후 9시에 일본 가고시마 남남서쪽 약 300km 부근 해상에서 중심기압 996hPa, 최대풍속 21m/s, 강풍 반경 220km(남동쪽 반경)의 세력 '약', 크기 '소형'(일본 기상청 태풍정보 기준)의 열대폭풍으로 최성기를 맞이하였다. 최성기 이후 얼마 지나지 않아서 6월 18일 오전 3시에 일본 가고시마 동남동쪽 약 370km 부근 해상에서 중심기압 996hPa의 온대저기압으로 변질되었다.(일본 기상청 태풍정보 기준) 6월 18일 12시에 일본 도쿄 남남동쪽 약 620km 부근 해상에서 중심기압 998hPa의 온대저기압으로 변질되었다.(한국 기상청 태풍정보 기준) 하기비스는 필리핀에서 제출한 이름으로 빠름을 의미한다.

### 제8호 태풍 너구리
2014년 제8호 태풍 너구리(NEOGURI)는 7월 4일 오전 9시에 중심기압 998hPa, 최대풍속 18m/s, 강풍 반경 330km, 크기 '중형'의 열대폭풍으로 미국 괌 서남서쪽 약 330km 부근 해상에서 발생하였다.(일본 기상청 태풍정보 기준) 발생 이후 서북서~북서진하면서 급발달했고, 7월 7일 오전 3시에 일본 오키나와 남남동쪽 약 750km 부근 해상에서 중심기압 925hPa, 최대풍속 49m/s, 강풍 반경 700km(남동쪽 반경)의 세력 '매우 강', 크기 '대형'(일본 기상청 태풍정보 기준)의 태풍으로 최성기를 맞이하였다. 7월 7일 오전 9시에 일본 오키나와 남쪽 약 670km 부근 해상에서 중심기압 915hPa, 최대풍속 54m/s, 강풍 반경 490km(북동쪽 반경)의 세력 '매우 강', 크기 '중형'(한국 기상청 태풍정보 기준)의 태풍으로 최성기를 맞이하였다. 최성기 이후 서북서진하면서 7월 8일 오전 9시에 일본 오키나와 미야코섬 부근 해상을 중심기압 935hPa, 최대풍속 49m/s(일본 기상청 태풍정보 기준)의 세력으로 통과하였다. 동중국해 진출 뒤 급약화되었고 7월 9일 오후 3시에 제주도 서귀포 남쪽 약 200km 부근 해상에서 중심기압 965hPa, 최대풍속 31m/s, 강풍 반경 600km(동쪽 반경)의 세력 '중', 크기 '대형'(일본 기상청 태풍정보 기준)의 강한 열대폭풍으로(한국 기상청 태풍정보 기준으로는 중심기압 965hPa, 최대풍속 38m/s) 제주도에 최근접했고, 제주도 최근접 시점부터 북동진으로 전향하였다. 북동진으로 전향한 뒤 일본 규슈 가고시마 부근 육상에 7월 10일 오전 6시경 중심기압 975hPa, 최대풍속 25m/s(일본 기상청 태풍정보 기준)의 세력으로 상륙하였다. 일본 규슈 상륙 뒤 일본 열도 남쪽 해안을 따라 북동진하며 더욱 더 약화되었고, 7월 11일 오전 9시에 일본 도쿄 동북동쪽 약 150km 부근 해상에서 중심기압 1000hPa의 온대저기압으로 변질되었다. 한편 이 태풍은 제주도 남쪽 해상을 지나갔는데 이 과정에서 한반도에 더운 공기를 공급하면서 폭염과 열대야를 안겨주었다. 대한민국에서는 제주도가 태풍 너구리의 직접 영향을 받았다. 너구리는 대한민국에서 제출한 이름으로 너구리를 의미한다.

### 제9호 태풍 람마순(제명)
2014년 제9호 태풍 람마순(RAMMASUN)은 7월 12일 오후 3시에 중심기압 1004hPa, 최대풍속 18m/s, 강풍 반경 130km, 크기 '소형'의 열대폭풍으로 미국 괌 서쪽 약 240km 부근 해상에서 발생하였다.(일본 기상청 태풍정보 기준) 발생 이후 서~서북서진하면서 발달했고, 7월 15~16일에 필리핀 중부 지방을 필리핀 상륙 전 1번째 최성기 세력인 중심기압 950hPa, 최대풍속 44m/s의 세력(일본 기상청 기준)으로 관통한 뒤 다소 약화되었다. 남중국해 진출 뒤 서북서~북서진하면서 재발달했고, 일본 기상청 기준으로는 7월 18일 오후 3시에 중화인민공화국 잔장 남남동쪽 약 160km 부근 해상에서 중심기압 935hPa, 최대풍속 46m/s, 강풍 반경 330km(동쪽 반경)의 세력 '매우 강', 크기 '중형'(일본 기상청 태풍정보 기준)의 태풍으로 2번째 최성기를 맞이하였다. 한국 기상청 기준으로는 7월 18일 오후 3시에 중화인민공화국 잔장 남남동쪽 약 160km 부근 해상에서 중심기압 925hPa, 최대풍속 51m/s, 강풍 반경 320km(남동쪽 반경)의 세력 '매우 강', 크기 '중형'(한국 기상청 태풍정보 기준)의 태풍으로 2번째 최성기를 맞이하였다. 최성기 상태로 7월 18일 오후 5시 30분경 중화인민공화국 하이난섬 북동부에 상륙하였다. 하이난섬 상륙부터 레이저우반도 관통, 통킹만 진출 직전까지 최성기 세력을 유지하였다. 통킹만 진출 뒤 7월 19일 오전 8시경 중화인민공화국 광시 좡족 자치구 남쪽 팡청강 시에 중심기압 945hPa, 최대풍속 44m/s의 세력(일본 기상청 기준)으로 재상륙하였다. 재상륙 뒤 서서히 약화되었고, 7월 20일 오전 9시에 베트남 하노이 북서쪽 약 280km 부근 육상에서 중심기압 998hPa의 열대저압부로 소멸하였다. 람마순은 필리핀을 관통하면서 많은 피해를 입혔다. 그리고 하이난섬에서는 41년만에 가장 강한 세력으로 상륙했다고 한다. 람마순은 태국에서 제출한 이름으로 천둥의 신을 의미한다. 막대한
재산 피해로 인해 제명되었고 부알로이로 대체되었다.

### 제10호 태풍 마트모
2014년 제10호 태풍 마트모(MATMO)는 7월 18일 오전 3시에 중심기압 1002hPa, 최대풍속 18m/s, 강풍 반경 220km, 크기 '소형'의 열대폭풍으로 미국 괌 서남서쪽 약 1,070km 부근 해상에서 발생하였다.(일본 기상청 태풍정보 기준) 발생 이후 서북서~북북서진하면서 서서히 발달했고, 7월 22일 오전 9시에 중화민국 타이베이 남남동쪽 약 550km 부근 해상에서 중심기압 960hPa, 최대풍속 39m/s, 강풍 반경 440km(남쪽 반경)의 세력 '강', 크기 '중형'(일본 기상청 태풍정보 기준)의 태풍으로 최성기를 맞이하였다. 최성기 이후 조금 약화되어서 7월 23일 새벽에 중심기압 965hPa, 최대풍속 36m/s의 세력(일본 기상청 기준)으로 타이완섬에 상륙하였다. 타이완 관통 뒤 약화된 상태로 7월 23일 오후 4시 30분경 중화인민공화국 푸젠 성 푸칭 시에 중심기압 985hPa, 최대풍속 21m/s의 세력(일본 기상청 기준)으로 상륙하였다. 중국 대륙 남부 상륙 뒤 약화된 상태로 내륙에서 중심기압 992hPa, 최대풍속 18m/s의 세력(일본 기상청 기준)을 유지하면서 버티다가 7월 25일 오후 3시에 중화인민공화국 칭다오 남쪽 약 150km 부근 해상에서 중심기압 994hPa의 온대저기압으로 변질되었다.(일본 기상청 기준) 7월 25일 오후 3시에 중화인민공화국 칭다오 남쪽 약 150km 부근 해상에서 중심기압 994hPa의 열대저압부로 소멸하였다.(한국 기상청 기준) 마트모는 미국에서 제출한 이름으로 폭우를 의미한다.

### 제11호 태풍 할롱
2014년 제11호 태풍 할롱(HALONG)은 7월 29일 12시에 중심기압 1000hPa, 최대풍속 18m/s, 강풍 반경 280km, 크기 '소형'의 열대폭풍으로 미국 괌 동남동쪽 약 390km 부근 해상에서 발생하였다.(일본 기상청 태풍정보 기준) 발생 이후 서진하며 이동했고, 발생 당일부터 8월 1일 오전까지 발달 부진을 겪다가 8월 1일 오후부터 급발달을 해서 8월 3일 오후 3시에 미국 괌 서쪽 약 1,280km 부근 해상에서 중심기압 915hPa, 최대풍속 54m/s, 강풍 반경 390km(남쪽 반경)의 세력 '맹렬함', 크기 '중형'(일본 기상청 태풍정보 기준)의 태풍으로 최성기를 맞이하였다. 최성기 이후 서~북북서~북북동진하면서 서서히 약화되었고, 태풍 주변에 마땅한 지향류가 없어서 이동 속도가 상당히 느렸다. 일본 오키나와에 근접하면서 서서히 북북동진을 시작했고, 8월 10일 오전 6시에 일본 시코쿠 고치현 고치시 부근 육상에 중심기압 965hPa, 최대풍속 33m/s, 강풍 반경 500km(남동쪽 반경)의 세력 '강', 크기 '대형'(일본 기상청 태풍정보 기준)의 태풍으로 상륙하였다. 일본을 관통하고 동해상으로 진출하면서 온대저기압화가 진행되었고, 8월 11일 오전 9시에 일본 삿포로 서북서쪽 약 380km 부근 해상에서 중심기압 972hPa의 온대저기압으로 변질되었다.(한국 기상청 태풍정보 기준으로는 중심기압 980hPa) 할롱은 베트남에서 제출한 이름으로 베트남의 관광 명소 하롱베이를 의미한다.

### 제12호 태풍 나크리
2014년 제12호 태풍 나크리(NAKRI)는 7월 30일 오전 3시에 중심기압 994hPa, 최대풍속 18m/s, 강풍 반경 600km(남쪽 반경), 크기 '대형'의 열대폭풍으로 일본 오키나와 남쪽 약 860km 부근 해상에서 발생하였다.(일본 기상청 태풍정보 기준) 발생 이후 북~북북서진하면서 서서히 발달해서 8월 1일 오전 9시에 제주도 서귀포 남쪽 약 510km 부근 해상에서 중심기압 980hPa, 최대풍속 28m/s, 강풍 반경 650km의 세력 '중', 크기 '대형'(일본 기상청 태풍정보 기준)의 강한 열대폭풍으로 최성기를 맞이하였다. 8월 2일 오후 3시에 제주도 서귀포 서남서쪽 약 180km 부근 해상에서 최성기 세력인 중심기압 980hPa, 최대풍속 28m/s, 강풍 반경 650km(동쪽 반경)의 세력 '중', 크기 '대형'(일본 기상청 태풍정보 기준)의 강한 열대폭풍으로(한국 기상청 태풍정보 기준으로는 중심기압 980hPa, 최대풍속 25m/s) 제주도에 근접했다. 제주도 부근 해상 통과 뒤 서해에 진출하면서 예상보다 빨리 약화되어 8월 3일 오후 3시에 전북 군산 서남서쪽 약 180km 부근 해상에서 중심기압 990hPa의 열대저압부로 소멸하였다.(한국 기상청 기준) 8월 4일 오전 3시에 충남 서천 남서쪽 약 60km 부근 해상에서 중심기압 994hPa의 열대저압부로 소멸하였다.(일본 기상청 기준) JTWC에서는 나크리가 제주도 부근 해상에 도달하고 나서야 열대폭풍으로 인정했다. 나크리는 캄보디아에서 제출한 이름으로 꽃의 한 종류를 의미한다.

### 제13호 태풍 제너비브
제너비브는 북동태평양상의 열대폭풍이 이동한 것으로 여자의 이름을 의미한다.
엄청나게 장수하여 허리케인→태풍으로 변경된 2014년 유일한 태풍이다.

### 제14호 태풍 펑선
2014년 제14호 태풍 펑선(FENGSHEN)은 9월 7일 오전 9시에 중심기압 998hPa, 최대풍속 18m/s, 강풍 반경 280km(북동쪽 반경), 크기 '소형'의 열대폭풍으로 일본 오키나와 동북동쪽 약 240km 부근 해상에서 발생하였다.(일본 기상청 태풍정보 기준) 발생 위치가 고위도이지만 수온이 높아서 발생 이후 동북동진하면서 급발달하였고, 9월 8일 오전 9시에 일본 가고시마 동남동쪽 약 550km 부근 해상에서 중심기압 980hPa, 최대풍속 28m/s, 강풍 반경 330km(남동쪽 반경)의 세력 '중', 크기 '중형'(일본 기상청 태풍정보 기준)의 강한 열대폭풍으로 최성기를 맞이하였다. 최성기 세력에서 추가 발달 없이 계속 동북동진하던 중에 온대저기압화가 진행되면서 서서히 약화되었고, 9월 10일 오후 3시에 일본 센다이 동쪽 약 1,400km 부근 해상에서 중심기압 986hPa의 온대저기압으로 변질되었다.(한국 기상청 태풍정보 기준으로는 중심기압 994hPa) 펑선은 중화인민공화국에서 제출한 이름으로 바람의 신을 의미한다.

### 제15호 태풍 갈매기
갈매기는 북한에서 제출한 이름으로 갈매기를 의미한다.

### 제16호 태풍 풍웡
풍웡은 홍콩에서 제출한 이름으로 봉황을 의미한다.

### 제17호 태풍 간무리
2014년 제17호 태풍 간무리(KAMMURI)는 9월 24일 오후 9시에 중심기압 998hPa, 최대풍속 18m/s, 강풍 반경 390km(북동쪽 반경), 크기 '중형'의 열대폭풍으로 미국 괌 북동쪽 약 930km 부근 해상에서 발생하였다.(일본 기상청 태풍정보 기준) 발생 이후 서~서북서진하면서 발달하였고, 9월 27일 오전 9시에 일본 도쿄 남남동쪽 약 1,340km 부근 해상에서 중심기압 985hPa, 최대풍속 25m/s, 강풍 반경 500km(동쪽 반경)의 세력 '중', 크기 '대형'(일본 기상청 태풍정보 기준)의 강한 열대폭풍으로 최성기를 맞이하였다. 최성기 세력에서 다소 약화된 중심기압 985hPa, 최대풍속 23m/s의 세력(일본 기상청 기준)을 유지하면서 북북동~동북동진하던 중에 온대저기압화가 진행되었고, 일본 기상청 기준으로는 9월 30일 오전 9시에 일본 삿포로 동남동쪽 약 1,320km 부근 해상에서 중심기압 986hPa의 온대저기압으로 변질되었다. 한국 기상청 기준으로는 9월 30일 오후 3시에 일본 삿포로 동남동쪽 약 1,470km 부근 해상에서 중심기압 985hPa의 온대저기압으로 변질되었다. 간무리는 일본에서 제출한 이름으로 별자리 중에서 왕관자리를 의미한다.

### 제18호 태풍 판폰
2014년 제18호 태풍 판폰(PHANFONE)은 9월 29일 오후 3시에 중심기압 998hPa, 최대풍속 18m/s, 강풍 반경 330km, 크기 '중형'의 열대폭풍으로 미국 괌 동쪽 약 690km 부근 해상에서 발생하였다.(일본 기상청 태풍정보 기준) 발생 이후 서~서북서진하며 발달해서 10월 2일 오후 3시에 미국 괌 북서쪽 약 990km 부근 해상에서 중심기압 935hPa, 최대풍속 49m/s, 강풍 반경 700km(북쪽 반경)의 세력 '매우 강', 크기 '대형'(일본 기상청 태풍정보 기준)의 태풍으로 최성기를 맞이하였다. 최성기 이후 일본 오키나와에 근접하면서 서서히 북북동진을 시작하며 약화되기 시작했고, 10월 6일 오전 8시에 일본 시즈오카현 하마마쓰시 부근 육상에 중심기압 955hPa, 최대풍속 36m/s, 강풍 반경 600km(북쪽 반경)의 세력 '강', 크기 '대형'(일본 기상청 태풍정보 기준)의 태풍으로 상륙하였다. 10월 6일 오전 9시에 965hPa, 36m/s의 세력(일본 기상청 기준)으로 스루가만을 통과하였고, 오전 10시에 970hPa, 36m/s의 세력(일본 기상청 기준)으로 이즈반도를 관통, 오전 11시에 974hPa, 36m/s(일본 기상청 기준)의 세력으로 도쿄 만을 통과, 10월 6일 12시에 975hPa, 33m/s(일본 기상청 기준)의 세력으로 이바라키현 가시마시 북동쪽 해상에 진출하였다. 해상으로 다시 진출한 뒤 온대저기압화가 진행되었고, 10월 6일 오후 9시에 일본 센다이 동북동쪽 약 650km 부근 해상에서 중심기압 982hPa의 온대저기압으로 변질되었다.(한국 기상청 태풍정보 기준으로는 중심기압 985hPa)

### 제19호 태풍 봉퐁
2014년 제19호 태풍 봉퐁(VONGFONG)은 10월 3일 오후 9시에 중심기압 1002hPa, 최대풍속 18m/s, 강풍 반경 280km, 크기 '소형'의 열대폭풍으로 미국 괌 동남동쪽 약 1,500km 부근 해상에서 발생하였다.(일본 기상청 태풍정보 기준) 발생 이후 서~서북서진하며 이동했고, 발생 당일부터 10월 6일 오후까지 발달 부진을 겪다가 10월 7일 오전부터 급발달을 해서 10월 8일 오전 3시에 일본 오키나와 남남동쪽 약 1,120km 부근 해상에서 중심기압 900hPa, 최대풍속 59m/s, 강풍 반경 500km(북쪽 반경)의 세력 '맹렬함', 크기 '대형'(일본 기상청 태풍정보 기준)의 태풍으로 최성기를 맞이하였다. 최성기 이후 북북서~북진하면서 서서히 약화되었고, 10월 12일 0시에 일본 오키나와섬을 950hPa, 44m/s의 세력(일본 기상청 기준)으로 관통하였다. 일본 오키나와섬을 관통한 뒤, 동중국해에서 전향하였고, 10월 13일 오전 3시에 제주도 서귀포 남동쪽 약 350km 부근 해상에서 중심기압 970hPa, 최대풍속 33m/s, 강풍 반경 700km의 세력 '강', 크기 '대형'(일본 기상청 태풍정보 기준)의 태풍으로 제주도에 최근접했고, 10월 13일 오전 8시 30분경에 일본 규슈 마쿠라자키시 부근 육상에 중심기압 970hPa, 최대풍속 33m/s, 강풍 반경 700km의 세력 '강', 크기 '대형'(일본 기상청 태풍정보 기준)의 태풍으로 상륙하였다. 일본을 관통하며 약화되는 도중에 온대저기압화가 진행되었고, 10월 14일 오전 9시에 일본 센다이 동북동쪽 약 250km 부근 해상에서 중심기압 980hPa의 온대저기압으로 변질되었다.(한국 기상청 태풍정보 기준으로는 중심기압 985hPa) 태풍 봉퐁은 가을 태풍으로서 3가지 기록을 세웠는데, 1998년 제10호 태풍 제브 이후 2번째로 10월 중순에 한반도에 영향을 준 태풍이 되었고, 2013년 제24호 태풍 다나스에 이어 2년 연속으로 10월에 한반도에 영향을 준 관측 사상 첫 태풍으로도 기록되었다. 그리고 일본에서는 상륙 일시가 늦은 태풍 순위 9위에 랭크되었다.

### 제20호 태풍 누리
누리는 말레이시아에서 제출한 이름으로 청색 벼슬을 가진 잉꼬 새를 의미한다.

### 제21호 태풍 실라코
2014년 제21호 태풍 실라코(SINLAKU)는 11월 28일 오전 9시에 중심기압 1002hPa, 최대풍속 18m/s, 강풍 반경 220km, 크기 '소형'의 열대폭풍으로 필리핀 마닐라 남서쪽 약 590km 부근 해상에서 발생하였다.(일본 기상청 태풍정보 기준) 발생 이후 서~서북서진하면서 발달하였고, 11월 29일 오후 9시에 베트남 호치민 북동쪽 약 450km 부근 해상에서 중심기압 990hPa, 최대풍속 25m/s, 강풍 반경 190km의 세력 '중', 크기 '소형'(일본 기상청 태풍정보 기준)의 강한 열대폭풍으로 최성기를 맞이하였다. 최성기 세력에서 조금 약화된 중심기압 992hPa, 최대풍속 23m/s(일본 기상청 태풍정보 기준)의 세력으로 11월 30일 오전 3시에 베트남 호치민 북동쪽 약 370km 부근 육상에 상륙한 뒤 급약화되었고, 11월 30일 오후 3시에 베트남 호치민 북북동쪽 약 330km 부근 육상에서 중심기압 1002hPa의 열대저압부로 소멸하였다.(한국 기상청 태풍정보 기준으로는 중심기압 1000hPa) 실라코는 미크로네시아에서 제출한 이름으로 전설 속의 여신을 의미한다.

### 제22호 태풍 하구핏
2014년 제22호 태풍 하구핏(HAGUPIT)은 12월 1일 오후 3시에 중심기압 1000hPa, 최대풍속 18m/s, 강풍 반경 220km, 크기 '소형'의 열대폭풍으로 미국 괌 남동쪽 약 1,260km 부근 해상에서 발생하였다.(일본 기상청 태풍정보 기준) 발생 이후 서~서북서진하면서 급발달했고, 12월 4일 오후 3시에 필리핀 마닐라 동남동쪽 약 1,310km 부근 해상에서 중심기압 905hPa, 최대풍속 59m/s, 강풍 반경 440km(북쪽 반경)의 세력 '맹렬함', 크기 '중형'(일본 기상청 태풍정보 기준)의 태풍으로 최성기를 맞이하였다. 12월 4일 오후 3시에 필리핀 마닐라 동남동쪽 약 1,310km 부근 해상에서 중심기압 900hPa, 최대풍속 59m/s, 강풍 반경 400km(북동쪽 반경)의 세력 '매우 강', 크기 '중형'(한국 기상청 태풍정보 기준)의 태풍으로 최성기를 맞이하였다. 최성기 이후 서~서북서진하면서 최성기 세력보다 다소 약해진 중심기압 935hPa, 최대풍속 49m/s(일본 기상청 태풍정보 기준)의 세력으로 12월 7일 새벽에 필리핀 사마르섬에 상륙하였다. 필리핀을 느린 속도로 관통하면서 급약화되었고, 12월 9일 오전에서야 998hPa, 최대풍속 18m/s(일본 기상청 태풍정보 기준)의 세력으로 남중국해에 진출하였다. 남중국해 진출 뒤 서진하면서 잠시 990hPa, 최대풍속 25m/s(일본 기상청 태풍정보 기준)의 세력까지 재발달했다가 약화되었고, 12월 11일 오후 9시에 베트남 호치민 동북동쪽 약 520km 부근 해상에서 중심기압 1002hPa의 열대저압부로 소멸하였다. 하구핏은 필리핀에서 제출한 이름으로 채찍질을 의미한다.

## 같이 보기
- 2013~2014년 남태평양 사이클론
- 2013~2014년 오스트레일리아 근해 사이클론
- 2014년 북대서양 허리케인
- 2014년 동태평양 허리케인
- 2006년 태풍